# St. Martini (Braunschweig)

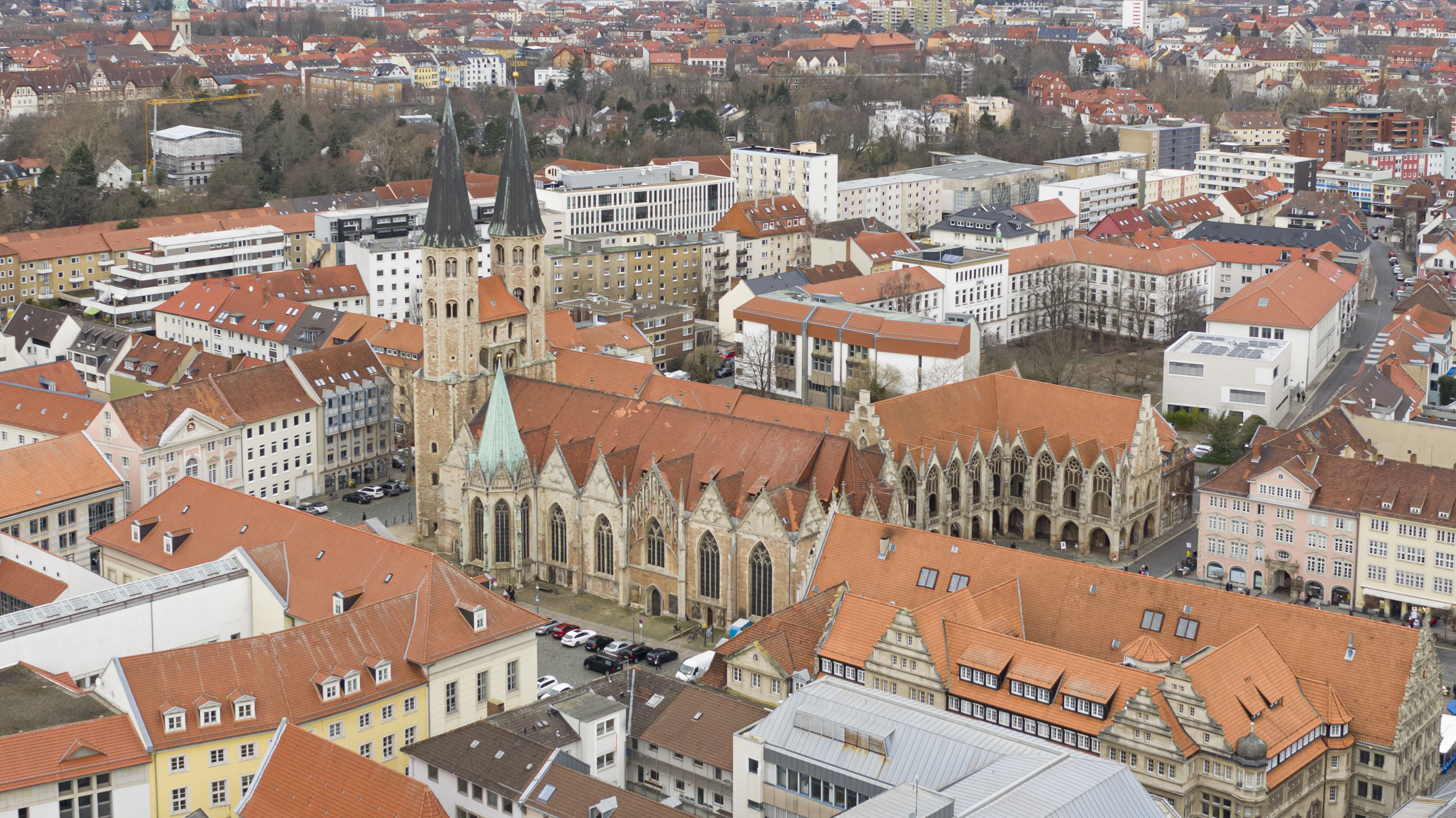
Blick auf die Martinikirche mit Umgebung

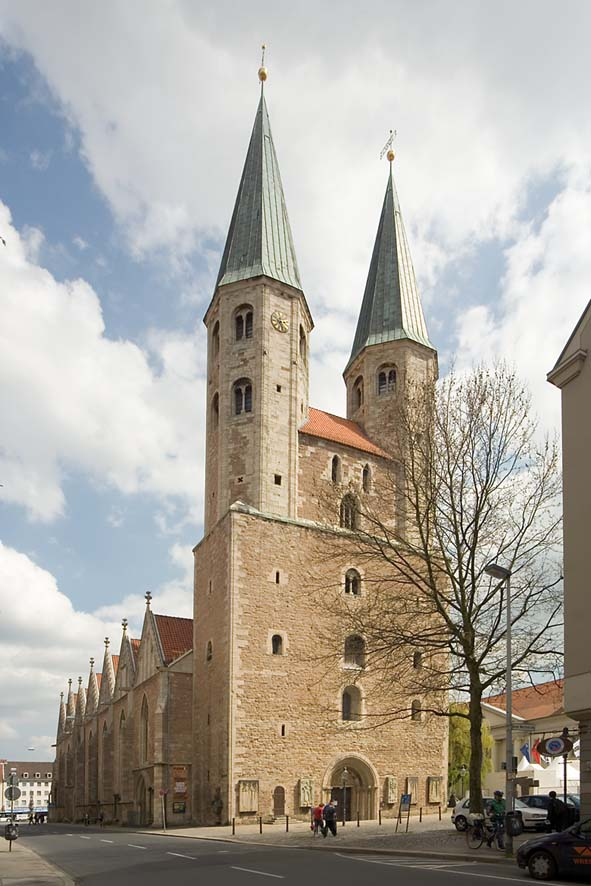
Martinikirche von Westen

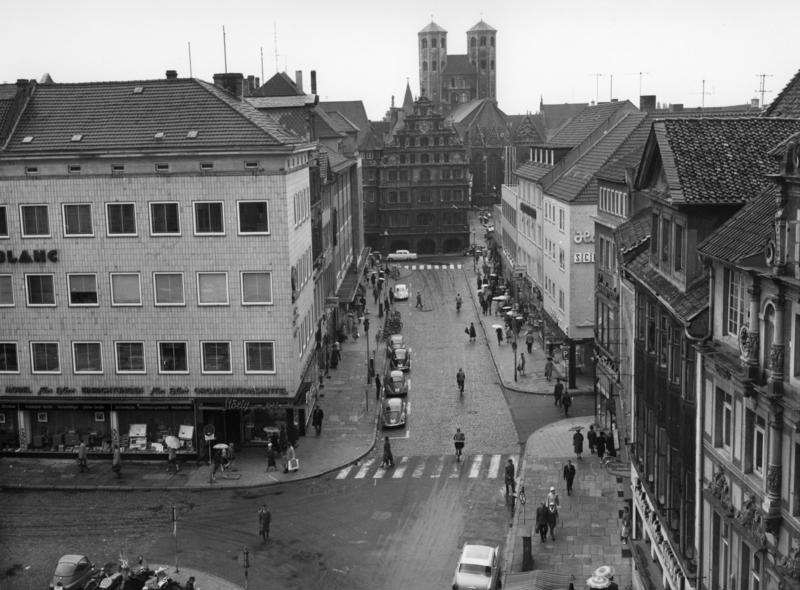
Die Martinikirche mit flachen Turmspitzen zur Zeit des Wiederaufbaus der Stadt

Die Martinikirche ist eine Pfarrkirche in Braunschweig. Sie wurde ab dem 12. Jahrhundert als Haupt- und Pfarrkirche des Weichbildes Altstadt errichtet. Der Baubeginn erfolgte ungefähr 1190/1195. Als Initiator gilt Heinrich der Löwe. Sie ist die einzige mittelalterliche doppeltürmige Kirche in Braunschweig mit vollendetem Westbau (siehe auch: Sächsischer Westriegel). Sie befindet sich westlich des Altstadtmarktes und ist an drei Seiten umgeben von der Straße An der Martinikirche.

## Geschichte
Der Bau der ursprünglichen St.-Martini-Kirche dauerte bis etwa 1225/1230. Sie wurde wie der Braunschweiger Dom als romanische Pfeilerbasilika mit kreuzförmigem Grundriss errichtet, die zwischen 1250 und 1400 zu einer gotischen Hallenkirche ausgebaut wurde. Kennzeichnend für die gotischen Erweiterungsbauten sind insbesondere die vielen Jochgiebel an den Außenseiten, die für die Region als typisch angesehen werden.
1400 erfolgte dann der Anbau des Chorabschlusses sowie 1434 der Anbau der Annenkapelle, die der Braunschweiger Wasmod von Kemme gestiftet hatte und die lange von einem Turm mit spitzem, später mit kuppelförmigem Dach bedeckt wurde. Im Innern birgt sie sechs große Statuen (um 1440): Maria, die Heiligen Drei Könige, Joachim und Anna selbdritt. Über den Kielbögen sind Apostel- und Heiligenfiguren zu sehen, in der Mitte die Marienkrönung. Die weiteren, nur von unten erkennbaren Figuren zeigen unter anderem musizierende Gestalten und Köpfe von Braunschweiger Bürgern und Mönchen der damaligen Zeit.
Am südlichen Giebel des vormaligen Querhauses befinden sich mehrere Sandsteinskulpturen aus dem 14. Jahrhundert. Über den Eingängen auf der Nordseite hängen Tympana, die das Lamm Gottes sowie die Grablegung Mariens darstellen. Es handelt sich hierbei um die einzigen erhaltenen originalen Tympana in Braunschweig.
1441 wurde das bronzene Taufbecken von Barthold Sprangken gegossen. Es zeigt sieben Szenen aus dem Leben Jesu. 1528 wurde die Kirche evangelisch. 1616 erhielt das Taufbecken einen hölzernen, dreistöckigen Baldachin, auf dem ebenfalls biblische Geschichten dargestellt sind, 1675 folgte ein schmiedeeisernes Gitter. 1899 wurde das Taufbecken an seinen heutigen Platz in der Annenkapelle versetzt. Die Werkstatt von Jürgen Röttger, in der der Baldachin entstand, schuf 1617 bis 1621 auch die reich verzierte Kanzel, die ebenfalls zahlreiche biblische Motive enthält, etwa Figuren der fünf klugen und fünf törichten Jungfrauen. Um 1700 wurden die Zwerchgiebel des Chores mit gotisierendem Blendmaßwerk ausgestattet, wie es das benachbarte Altstadtrathaus bereits besaß. Zwischen 1722 und 1725 entstand der von Anton Detlev Jenner aus Marmor und Alabaster geschaffene, vollständig erhaltene barocke Hochaltar, der unter anderem eine Abendmahlsszene zeigt.
Im 19. Jahrhundert wurde ein Turm entfernt, der zwischen den beiden hohen Türmen stand. In den Jahren 1897 bis 1899 führte Max Osterloh umfangreiche Erneuerungen durch. Unter anderem wurde die Empore an der Südwand verkleinert und neu verziert. Beim Bombenangriff auf Braunschweig am 15. Oktober 1944 brannten der Dachstuhl und das Westwerk vollständig aus. Der Innenraum der Kirche jedoch blieb weitgehend vom Feuer verschont. 1956 wurde die Kirche wieder eingeweiht, 1979 bis 1987 restaurierte man sie von außen. Erst 1980 wurden die beiden gleich hohen Turmhelme wiederhergestellt. Die Annenkapelle erhielt erneut einen spitzen, aber flacheren Turm. Ein gotischer Dachreiter, in dem die Stimmglocken aufgehängt waren, wurde nicht wieder errichtet. 1991 bis 1992 erfolgte eine Innenausmalung nach mittelalterlichen Farbbefunden.
Im Jahr 2003 nutzte die Braunschweiger AIDS-Hilfe das Westwerk der Kirche als Botschaftsfläche: Die mit 580 Metern Stofflänge damals weltweit längste Rote Schleife hing 10 Tage unterhalb der Türme, um auf den Welt-AIDS-Tag aufmerksam zu machen.

## Ausstattung
Von der romanischen Bauphase sind der Westbau mit Teilen einer romanischen Glockenstube sowie die beiden westlichen, beim Umbau versetzten Seitenschiffportale erhalten. Hinter dem Orgelprospekt verbirgt sich die ehemalige herzogliche Loge mit ihrem Sichtdurchlass in Form von drei romanischen Rundbögen.
An der Außenwand und im Kircheninneren befinden sich zahlreiche Epitaphien verdienter Braunschweiger Bürger. Die meisten Epitaphien stammen aus der zweiten Hälfte des 16. Jahrhunderts. Das älteste Epitaph stammt von 1554 und erinnert an den Bürgermeister Gerhard von Pawel und seine zweite Frau Anna von Windheim.
Eines der bekanntesten Epitaphien ist das an exponierter Stelle südlich des Hochaltars hängende Epitaph des Braunschweiger Reformators Martin Chemnitz. Das ca. 2,40 m hohe Werk beinhaltete ein Gemälde des Theologen, an einem Tisch sitzend und mit einem Buch, einem Tintenfass samt zugehöriger Schreibfeder ausgestattet. Das Gemälde wird der Umgebung von Lucas Cranach dem Jüngeren zugeschrieben. Unterhalb der Tafel findet sich in lateinischer Sprache die Bibelstelle Gal 2,20 , die Chemnitz selbst testamentarisch festgelegt hatte.
Der sechsundzwanzigarmige Leuchter vor dem Hochaltar wurde von Jost Kale Ende des 16. Jahrhunderts gestiftet.

### Orgel

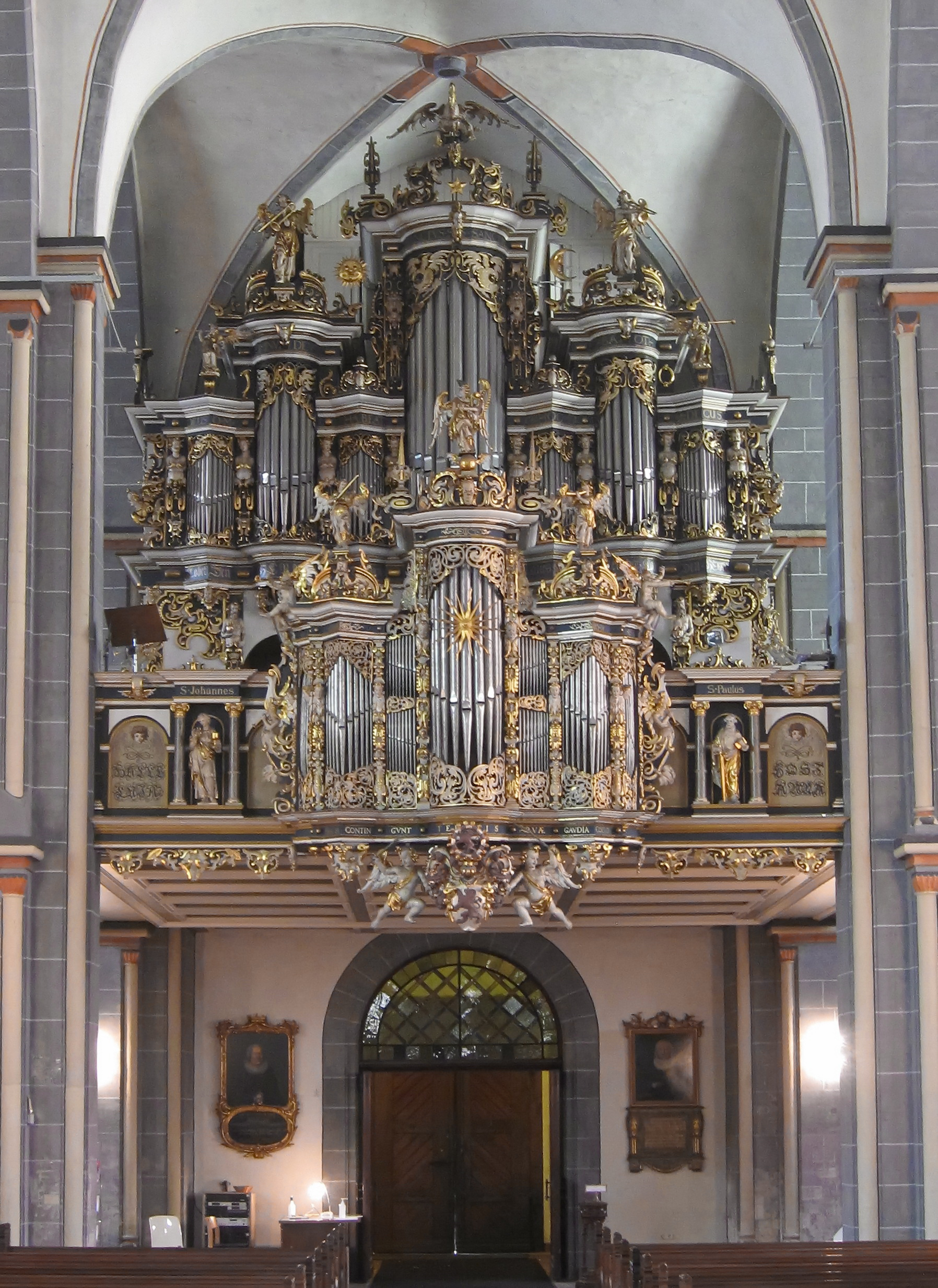
Orgelprospekt von 1631

Die erste Orgel der Kirche wurde 1510 von Johann Sporleder gebaut. Der heutige Orgelprospekt stammt aus dem Jahr 1631 und wurde von Jonas Weigel und Friedrich Stellwagen geschaffen. Das Werk verfügte über 24 Register auf zwei Manualen und Pedal. Kurz nach Fertigstellung wurde Delphin Strungk Organist an der Martinikirche. Der historische Prospekt und die – bis Ende des 19. Jahrhunderts anders verlaufende – Emporenbrüstung sind reichlich mit Abbildern der zwölf Apostel und Szenen aus der Passionsgeschichte verziert. Die zentrale Inschrift stammt aus Psalm 150,1+6 . Unter dem Rückpositiv, dem die Kirche verlassenden Gläubigen zugewandt, steht die Inschrift: „HAEC SI CONTINGVNT TERRIS QVAE GAVDIA COELO“ (Wenn diese Freuden der Erde zuteilwerden, welche [werden dann erst] dem Himmel [zuteil].)
Vor 1774 erweiterte Johann Christoph Hüsemann die Orgel um ein drittes Manualwerk. Die Firma Furtwängler & Hammer baute im Jahr 1899 hinter dem historischen Gehäuse ein romantisches Werk ein. Dieses wurde im Zweiten Weltkrieg zerstört, während das Gehäuse die Kriegsjahre relativ unbeschadet überstand. Die heutige Orgel wurde 1969–1972 von den Gebrüdern Hillebrand erbaut. Die Klangdisposition nahm die Orgel von 1631 zum Ausgangspunkt. Die heutige Orgel verfügt über 45 Register und weist folgende Disposition auf:
| I Rückpositiv C–g3 |     |
| Gedackt            | 08′ |
| Quintade           | 08′ |
| Prinzipal          | 04′ |
| Querflöte          | 04′ |
| Spitzflöte         | 02′ |
| Sesquialter II0    |     |
| Scharf III         |     |
| Sordun             | 16′ |
| Schalmey           | 08′ |
| Tremulant          |     |

| II Hauptwerk C–g3 |       |
| Quintade          | 16′   |
| Prinzipal         | 08′   |
| Viola di Gamba    | 08′   |
| Rohrflöte         | 08′   |
| Oktave            | 04′   |
| Koppelflöte       | 04′   |
| Quinte            | 2 ⁄3′ |
| Oktave            | 02′   |
| Rauschpfeife III0 |       |
| Mixtur VI         |       |
| Trompete          | 16′   |
| Trompete          | 08′   |

| III Oberwerk (schwellbar) C–g3 |        |
| Gedackt                        | 16′    |
| Prinzipal                      | 08′    |
| Spillpfeife                    | 08′    |
| Oktave                         | 04′    |
| Spitzflöte                     | 04′    |
| Nasat                          | 2 ⁄3′  |
| Oktave                         | 02′    |
| Terz                           | 1 3⁄5′ |
| Quinte                         | 1 ⁄3′  |
| Scharf IV                      |        |
| Aliquot III                    |        |
| Fagott                         | 16′    |
| Oboe                           | 08′    |
| Tremulant0                     |        |

| Pedal C–f1    |     |
| Prinzipalbaß  | 16′ |
| Subbaß        | 16′ |
| Oktavbaß      | 08′ |
| Gedacktbaß    | 08′ |
| Oktave        | 04′ |
| Flöte         | 02′ |
| Bauernpfeife0 | 01′ |
| Mixtur VI     |     |
| Posaune       | 16′ |
| Trompete      | 08′ |
| Cornett       | 04′ |

- Effektregister: Zimbelstern

### Glocken
Die Martinikirche in Braunschweig birgt mit der Glocke „Großer Adler“ (Gewicht: 5172 kg, Schlagton: fis0) die größte Glocke der Stadt. Das gesamte Geläut der Kirche umfasst elf Glocken:
| Glocke | Name                           | Gießer                       | Gussjahr     | Masse   | Durchmesser | Nominal |
| ------ | ------------------------------ | ---------------------------- | ------------ | ------- | ----------- | ------- |
| 1      | Großer Adler                   | Vier lothring. Wandergießer  | 1624         | 5172 kg | 2050 mm     | fis°    |
| 2      | Predigt- oder Martinsglocke    | Ludolf Siegfriedt            | 1665         | 3300 kg | 1780 mm     | a°      |
| 3      | Trauglocke                     | Friedrich Wilhelm Schilling  | 1967         | 2154 kg | 1458 mm     | cis′    |
| 4      | Ruferglocke                    | Karl Stumpf                  | 1981         | 1535 kg | 1280 mm     | e′      |
| 5      | Dreikönigsglocke               |                              | 13./14. Jhd. | 1250 kg | 1290 mm     | fis′    |
| 6      | Reformations-Gedächtnis-Glocke | Heidelberger Glockengießerei | 1985         | 760 kg  | 1030 mm     | gis′    |
| 7      | Martin-Chemnitz-Glocke         | Heidelberger Glockengießerei | 1987         | 660 kg  | 970 mm      | a′      |
| 8      | Johann-Arndt-Glocke            | Heidelberger Glockengießerei | 1987         | 565 kg  | 910 mm      | h′      |
| 9      | Thomasglocke (Taufglocke)      | Karl Stumpf                  | 1982         | 489 kg  | 860 mm      | cis″    |
|        |                                |                              |              |         |             |         |
| I      | Stimmglocke                    |                              | um 1300      | 50 kg   | 430 mm      | h″      |
| II     | Stimmglocke                    |                              | um 1300      | 25 kg   | 290 mm      | e′′′    |

Die beiden Stimmglocken sind nach Erkenntnissen aus dem August 2011 die ältesten Glocken der Stadt Braunschweig. Die Dreikönigsglocke trägt die Inschrift "+ IASPAR · FERT · MIRBAM · THVS · MELCHIOR · BALTAZAR · AVRUM" (Deutsch: Kaspar bringt Myrrhe, Weihrauch Melchior, Balthasar Gold.). Sie wurde früher als Wetterglocke geläutet, um Sturm- und Wetterschäden von der Kirche und ihrer Umgebung abzuwenden, da die Heiligen Drei Könige als Wetterheilige galten.

## Nutzung und Umgebung

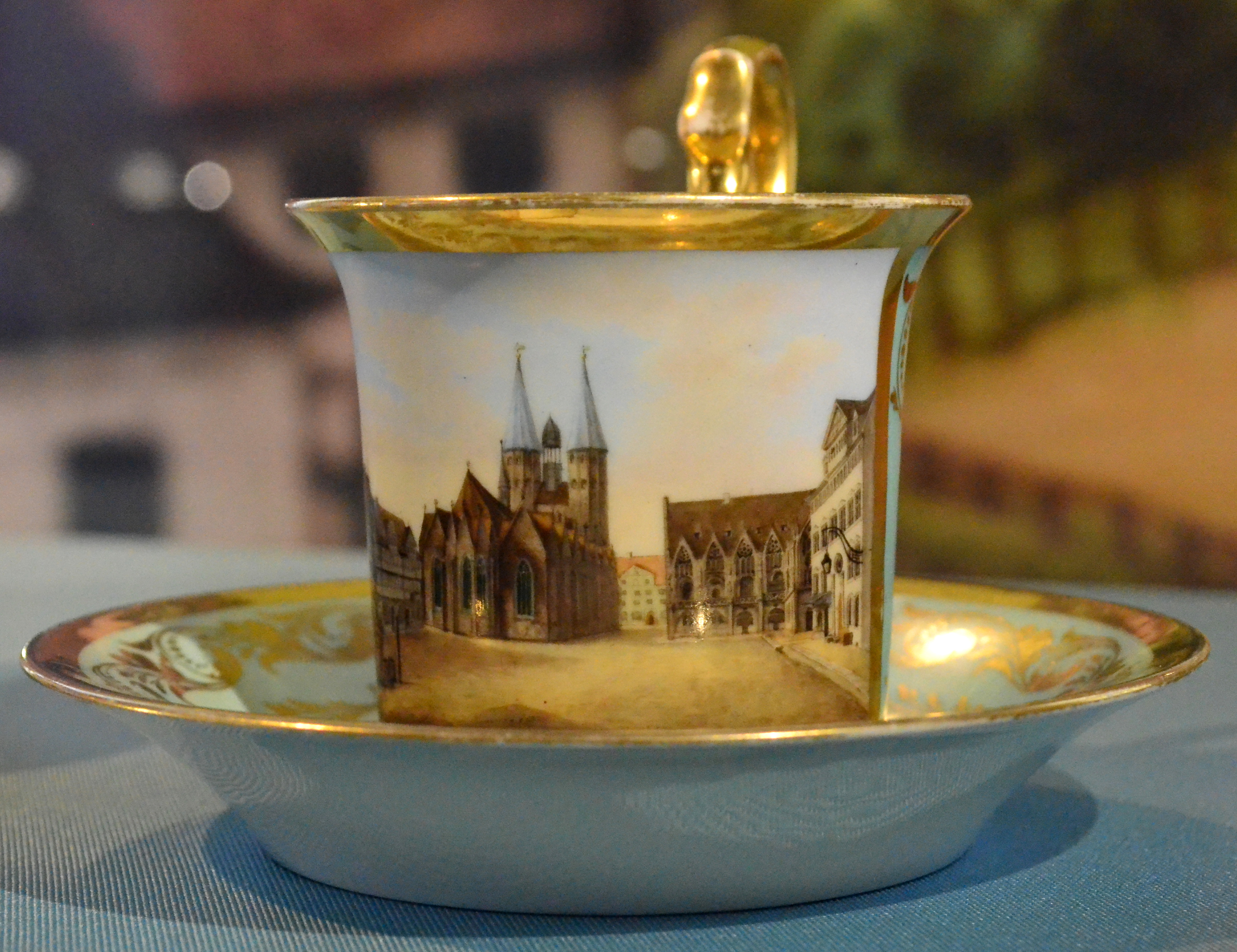
Tasse der Porzellanmanufaktur Fürstenberg von ca. 1830 mit Martinikirche und Altstadtmarkt.

In der Kirche werden regelmäßig Gottesdienste abgehalten, ferner dient sie Kasualien. Sonnabends finden während des Wochenmarktes „Marktandachten“ statt. Gelegentlich werden Konzerte veranstaltet, darunter Orgelkonzerte. Es werden Führungen zur Kirche und Kirchengeschichte angeboten.
Zu den Gebäuden rings um die Martinikirche zählen – von Norden im Uhrzeigersinn – die ehemalige Zentrale des Bankhauses Löbbecke, das Altstadtrathaus, das ehemalige Rüninger Zollhaus, das Gewandhaus und das ehemalige Landschaftliche Haus – heute das Amtsgericht.
Südlich der Martinikirche liegt ein Platz, der wie die westlich und nördlich liegenden Straßen „An der Martinikirche“ heißt. Dort befand sich bis 1758 der Martinifriedhof, auf dem die Paulskapelle stand, die 1311 erstmals erwähnt wurde und 1791 abgerissen wurde. Heute wird der Platz als Parkplatz genutzt.

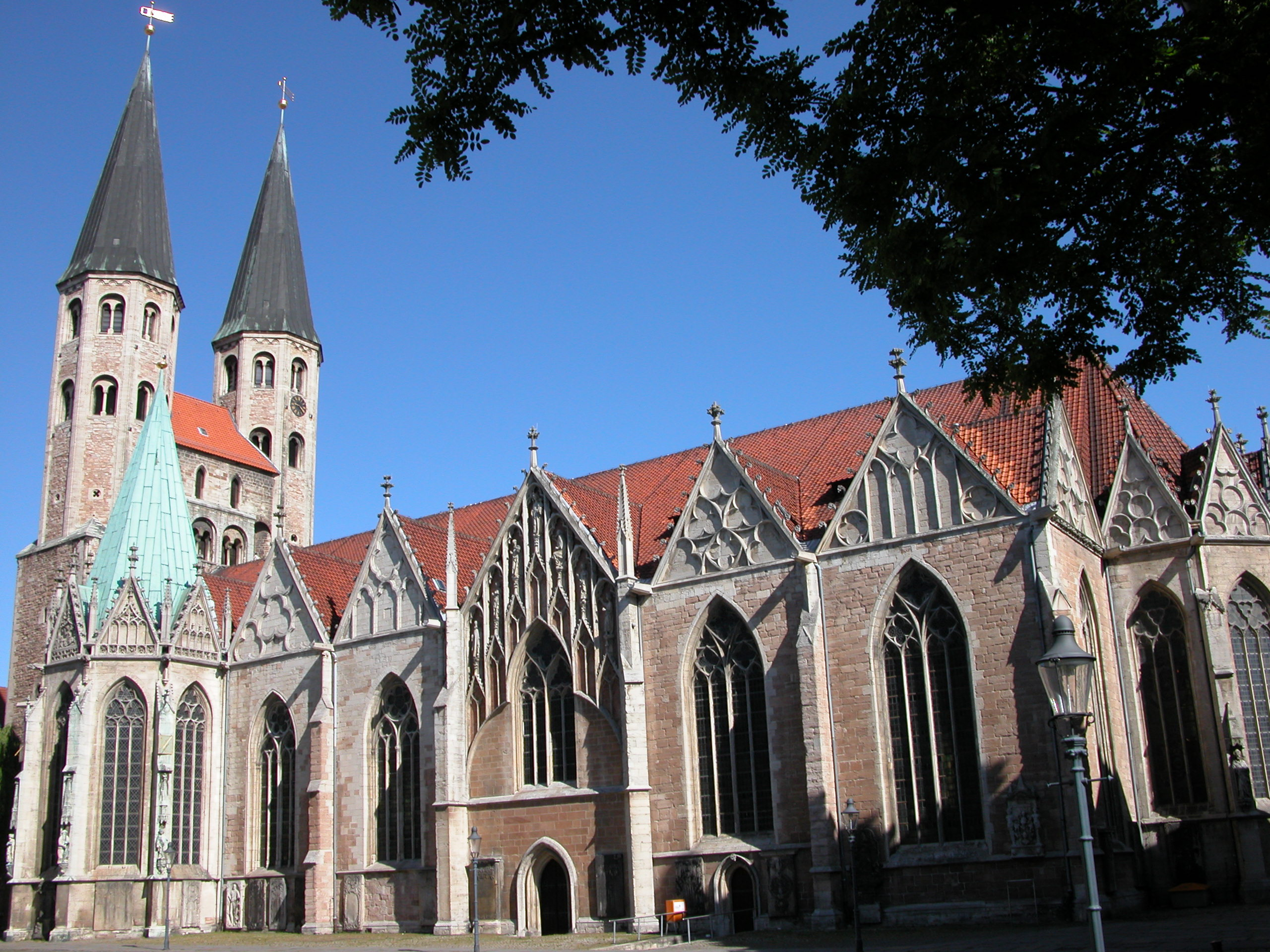
Südostansicht mit Annenkapelle (links)
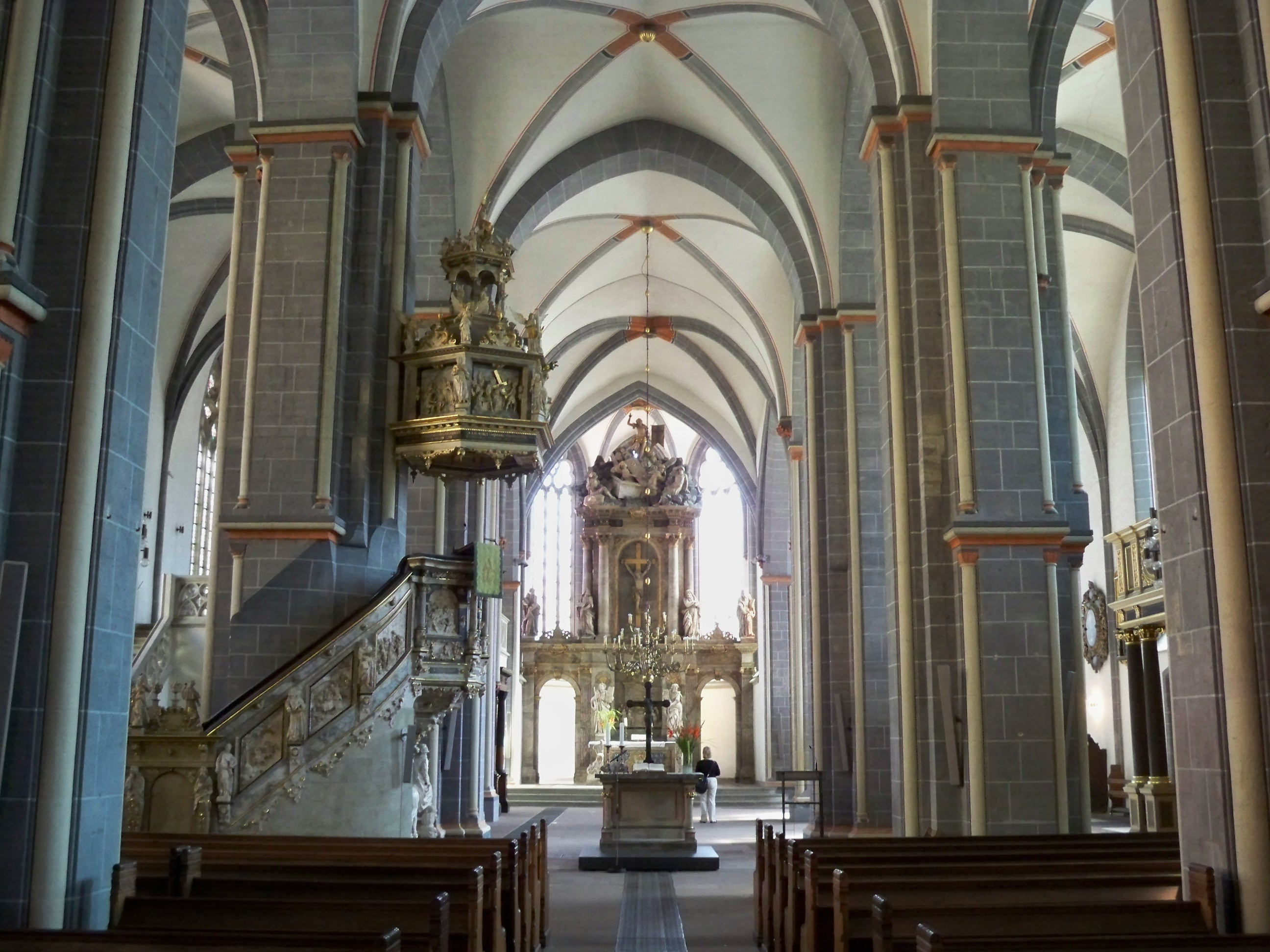
Innenansicht Richtung Altar
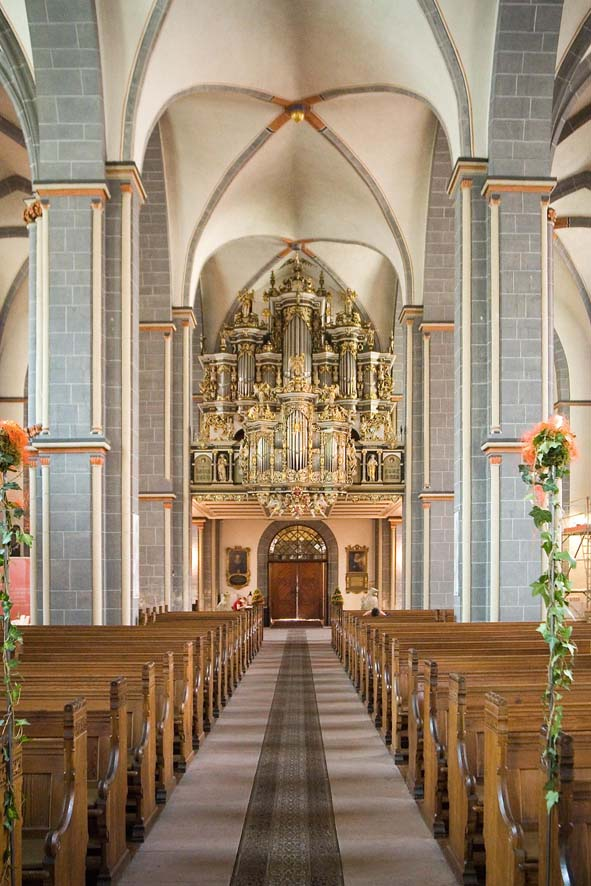
Innenansicht Richtung Orgel
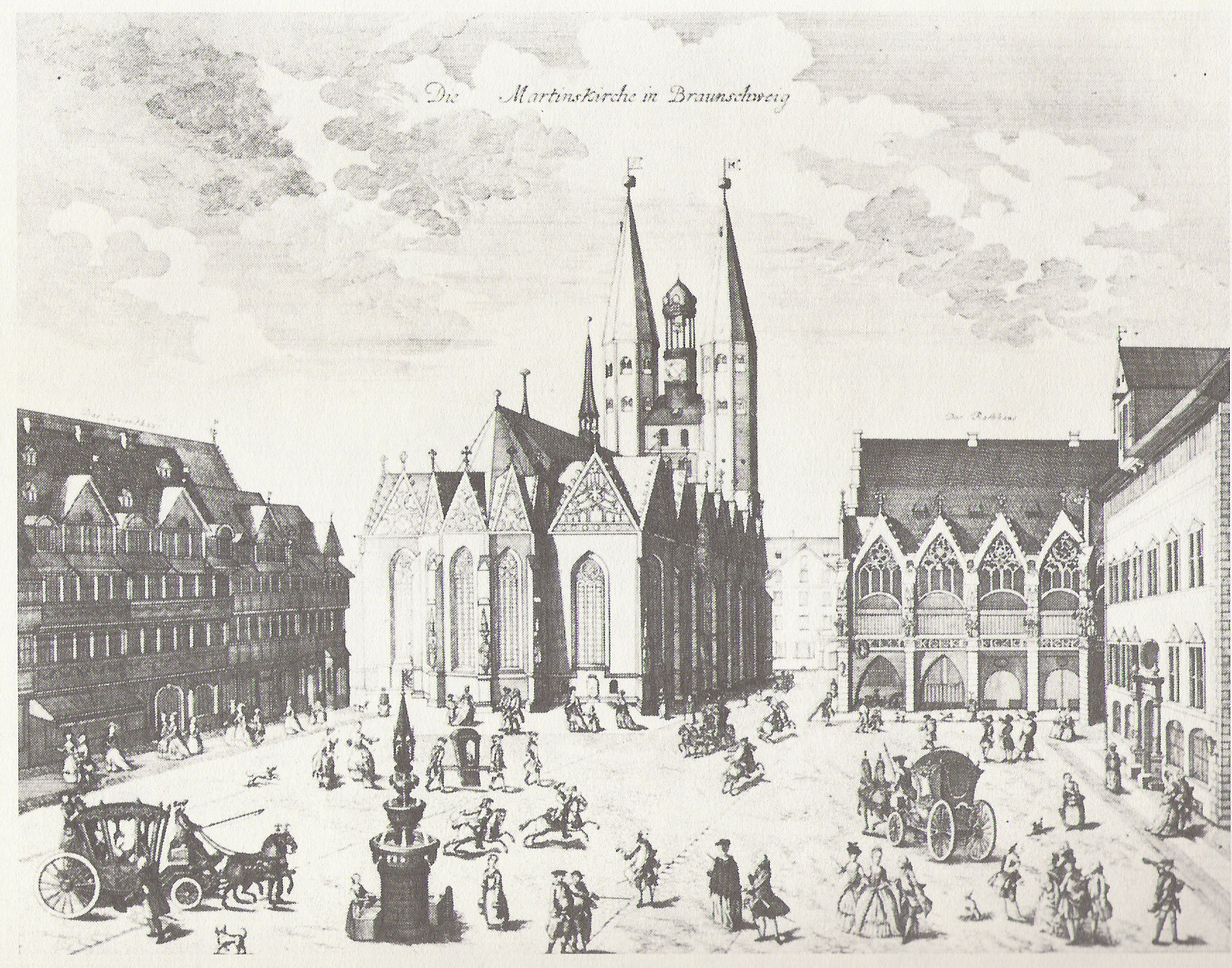
Kupferstich der Martinikirche mit drittem Turm und Dachreiter (1776)